# セシル・カルバート (第2代ボルティモア男爵)
第2代ボルティモア男爵セシル・カルバート（英: Cecil Calvert, 2nd Baron Baltimore、1605年8月8日 - 1675年11月30日）は、イングランド生まれの政治家、また北アメリカのメリーランド植民地の初代領主かつ領主総督であり、ニューファンドランド植民地とアバロン植民地の第9代領主総督だった。その称号は「セシル・カルバート、第2代ボルティモア男爵、アメリカのメリーランド植民地とアバロン植民地の初代領主、パラタイン伯爵」である。メリーランド植民地の領主となるはずの、父である初代ボルティモア男爵ジョージ・カルバートの死（1632年4月15日）によって領主を引き継いだ。カルバートはイングランドのノース・ヨークシャーにあった私宅キプリン・ホールからメリーランド植民地を設立して管理した。イングランドのローマ・カトリック教徒として、植民地における信教の寛容さを促進することで、父の遺産を継いだ。
メリーランドは新世界でカトリック教徒の逃避場となり、特にイングランドで宗教的な迫害があった時代なのでなおさら重要だった。カルバートはメリーランドを42年間統治した。ニューファンドランド島南東部のアバロン植民地のためにニューファンドランド領主かつ総督でもあり続けた。カルバートは1675年11月30日にイングランドで死んだ。満70歳だった。ロンドンのセントジャイルズ・イン・ザ・フィールズ教会に埋葬されていると考えられている。その墓の正確な位置は不明だが、教区記録には埋葬されていることになっている。セシル・カルバートを記念する銘板が、1996年、メリーランド州知事によってセントジャイルズに置かれた。しかし、キプリン・ホールの系譜学者は、「カルバート家初期の多くの者がロンドンはチャリングクロス道路のセントジャイルズ・イン・ザ・フィールズに埋葬されている。...我々はセシルが彼らの一人であるかいまだに確信できていない」と述べている。これはおそらくカトリックの埋葬録の管理が悪いためであるか、埋葬役の手におえないほど疫病の蔓延で死者が出て、教区記録に混乱を生じさせたかである。

## 初期の経歴と教育歴
セシル・カルバートは1605年8月8日、イングランドのケントで生まれた。父は初代ボルティモア男爵ジョージ・カルバート、母はアン（旧姓マインあるいはメイン）だった。この夫妻に数人居た息子達の中で長男だった。当時、父はイングランド国教会遵奉の圧力を受けており、10人の子供は全てイングランド国教会（プロテスタント）の儀礼に従ってキリスト教徒として洗礼を受けた。
1621年、カルバートはオックスフォード大学のトリニティ・カレッジに入学した。母のアン・マインが翌年死んだ。父は1625年にローマ・カトリック教会に改宗し、その子供たちもそれに従った可能性が強い。少なくとも息子達は全て改宗した。
1628年、セシル・カルバートは父や兄弟の大半、義母と共にニューファンドランドの新しい植民地に渡った。この植民地は病気、厳しい寒さおよびフランスからの攻撃があって失敗し、家族はイングランドに戻った。
1633年8月8日、カルバートはグレイ法曹院にバリスター（法廷弁護士）として受け入れられた。

## メリーランド植民地の入植

### メリーランド憲章
カルバートはイングランド王チャールズ1世からメリーランドの新植民地のための憲章を受けた。そこは、チャールズ1世の妻である王妃ヘンリエッタ・マリア・オブ・フランスにちなんで名付けられるものとしていた。カルバートの父は大西洋岸中部地域に植民地を設立する憲章を長いこと求めており、それをイングランドにいるローマ・カトリック教徒の逃避場とするつもりだったが、憲章が出たのはその父の死から間もない時期だった。当初払い下げられた領域にはチェサピーク湾の西岸を南にポトマック川までと、東海岸（後のデルマーバ半島）の全体が含まれていた。英王室が、バージニア植民地の開拓者達が既に湾を渡って東海岸の南端に入植していたのを認識したとき、払い下げ範囲はポトマック川の河口から東に引かれた線を東海岸部の南端とするように改定された（ただし、現在のデラウェア州は含んでいた）。この修正が行われると、最終的な憲章が1632年6月20日に確認された。この憲章の内容はカルバートの子孫とペンシルベニア植民地創設者のペン家との間で激しく争われることになった。ペン＝カルバート境界論争と呼ばれた。
この憲章は法的に国王から土地を賃貸するものであり、それに対してカルバートが支払うものは発見された金と銀の5分の1と、毎年復活祭にウィンザー城にインディアンの矢2本を届けることだった。憲章によってメリーランドは世襲領地となっており、カルバートとその子孫は独立国に等しい権限を与えられ、例えば戦争を行う権利、税金を徴収する権利、植民で貴族制を設立する権利もあった。その権利の解釈に疑問があるとしても、領主に有利になるように解釈された。イングランドにいるバージニア植民地の支持者はその憲章に反対した。彼らは北の植民地と競合することに何の利益も見い出さなかったからだった。カルバートは自ら植民地に行くよりも、イングランドに留まり政治的な脅しをかけていることを選び、植民地には次弟のレナードを代理として送った。カルバート自身がメリーランドを訪れることは一度も無かった。
アメリカ遠征の準備がなされる中で、カルバートはイングランドにあって元バージニア会社のメンバーから1632年憲章を守ることに忙しかった。彼らはメリーランドの新植民地全体を含む最初の憲章を取り戻そうとしていた。メリーランドの一帯はバージニアの一部として表現される領域の中に含まれていた。彼らは長年、別の植民地を創ることを非公式に阻止しようとしていたが、1633年7月、その最初の正式な訴状はロンドンの「海外プランテーション省」（貿易とプランテーションの大臣）で引っかかった。その訴状では、憲章にうたわれているようにメリーランドは真に入植されていなかったのではなく、ウィリアム・クレイボーンが東海岸部の沖合、チェサピーク湾の半ばにあるケント島で交易基地を運営していたと言っていた。さらに憲章はあまりに大まかであり、植民地の臣民の自由を侵すものであるとも言っていた。この時点でメリーランドに住んでいる者はまだ数少なかった。

### 箱舟号とハト号

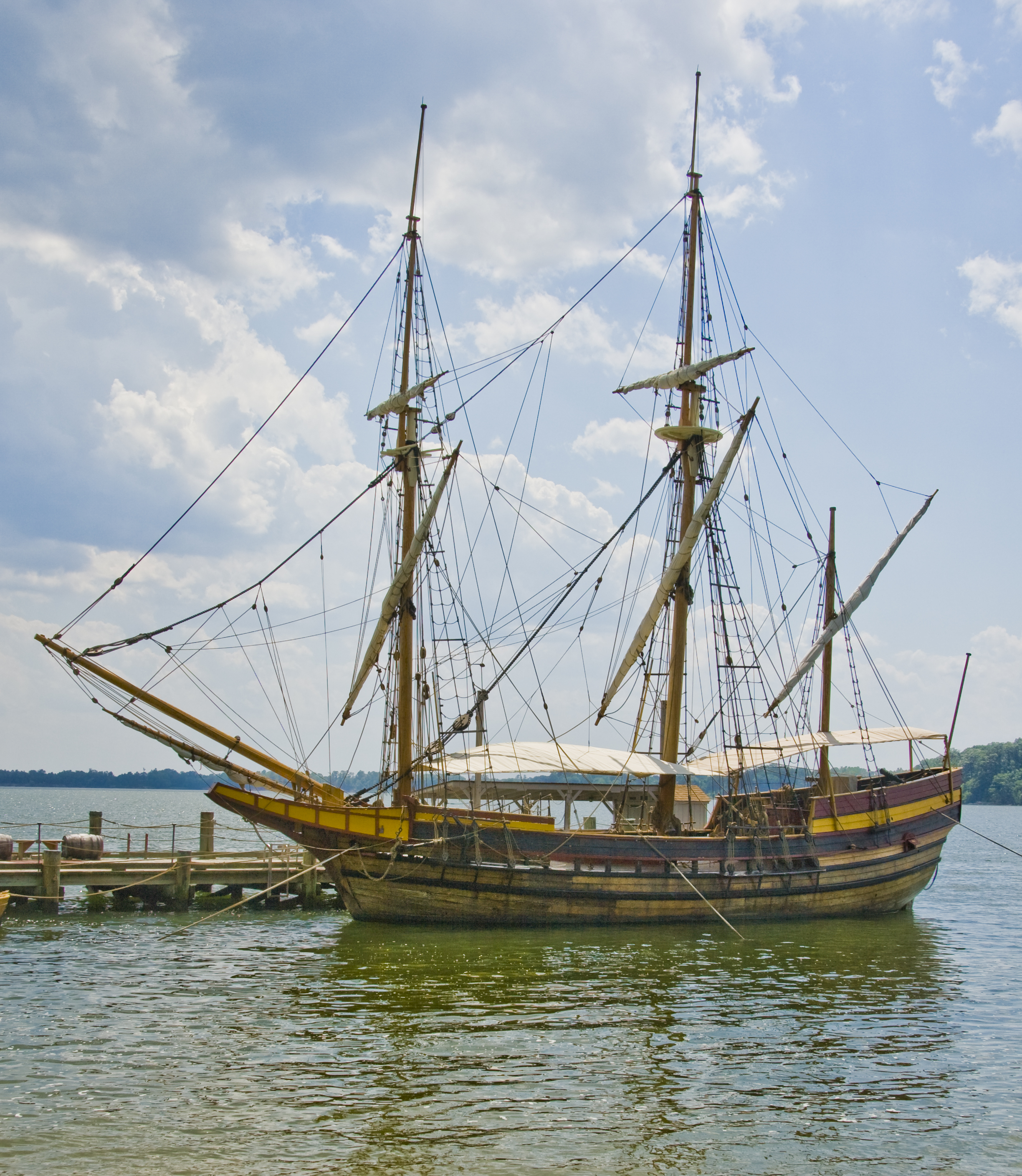
再建造されたハト号、1634年にボルティモア卿の配下となる開拓者をメリーランドに運んだ2隻の船の1隻

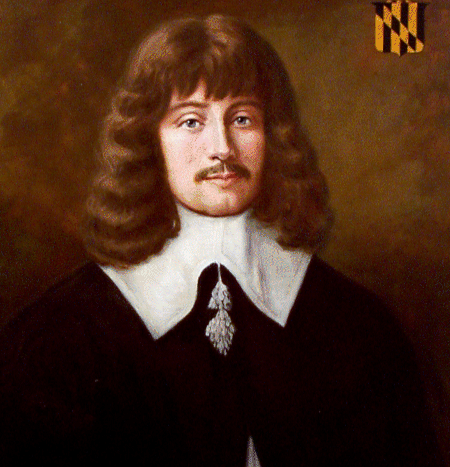
レナード・カルバート、セシル・カルバートの次弟、メリーランドに植民地の初代総督となった

最初のアメリカ遠征は「箱舟号」と「ハト号」という2隻の船で構成され、どちらもカルバートの父ジョージの持ち船だった。ケントのグレイブゼンドから128人の開拓者を載せて出発した。その後をイギリス海軍の艦船が追いかけてきて戻らされ、法に要求されるように国王に対する忠誠を誓わされた。1632年10月にワイト島に向かい、さらに多くの開拓者を積んだ。アンドリュー・ホワイト神父などイエズス会の聖職者2人を含む200人近い開拓者が乗船し、その後に大西洋に乗り出した。
カルバートは植民地の統治について細かな指示を与えていた。その弟に、植民を妨害しようとした者について情報を送ること、ウィリアム・クレイボーンに接触して、ケント島の交易基地を作るつもりがあるのかを判断することなど、指示を与えた。また、開拓者の間で信教の寛容さの重要性を強調した。開拓者はカトリック教徒とプロテスタントの数がほぼ同数だった。これらの指示を持って、遠征隊は大西洋を渡り、チャールズ岬とヘンリー岬の間を通り、チェサピーク湾の湾口、ジェームズ川の河口に近いハンプトン・ローズと呼ばれる大きな港と湾に入った。バージニア植民地の首都ジェームズタウンでバージニアの開拓者と会った後、チェサピーク湾を奥に進んでポトマック川に至った。その後さらにポトマック川上流に進んで1634年3月25日に、ブレイキストーン島（後にセントクレメンツ島と呼ばれた）に上陸した。そこでは十字架を立て、ホワイト神父と共に最初のミサを行った。その数日後、下流に戻り、3月27日にセントメアリーズシティで（後のセントメアリーズ郡内）で最初の開拓地を設立した。そこはピスカタウェイ族インディアンの支族であるヤオコミコ族から購入した土地だった。カルバートはイングランドから、王室と政府の他の部署との政治的関係を管理しようとしていた。ケント島の交易業者クレイボーンはこの新しい開拓地に抵抗し、それに対して海から攻撃を仕掛けたことがあった。
カルバートは植民地の統治に密接にかかわっていようとしたが、一度も植民地には行かなかった。総督であった長い期間に、副官を通じてそこを統治した。最初の代行者は次弟のレナード・カルバート（1606年-1647年）、次は一人息子のチャールズ（第3代ボルティモア男爵）だった。

## イングランド内戦の前および戦中の危機
植民地経営事業はイングランドにおける深刻な動揺の中で始まった。1629年、チャールズ1世が議会を解散し、その後の11年間は代表議会に相談することなく統治した。カンタベリー大主教ウィリアム・ロードとその星室庁がピューリタンにもカトリックにも反対する運動を行った。その結果、ピューリタンと分離主義者がニューイングランドのプリマス植民地やマサチューセッツ湾植民地への移住を始めた。カトリックはメリーランドを逃避できる英語が話せる可能性がある場所として見なすようになった。
カトリック教徒であるカルバートはイングランド内戦の間も、議会にその忠誠を確信させるよう努めてメリーランド領有を維持するよう苦闘した。プロテスタントのウィリアム・ストーンを第3代総督に指名した。その忠誠心は国王チャールズ1世に向けられたので、内戦の間も植民地の領有を維持するそのためだけに行動していることが認められた。

## 信教の寛容さ

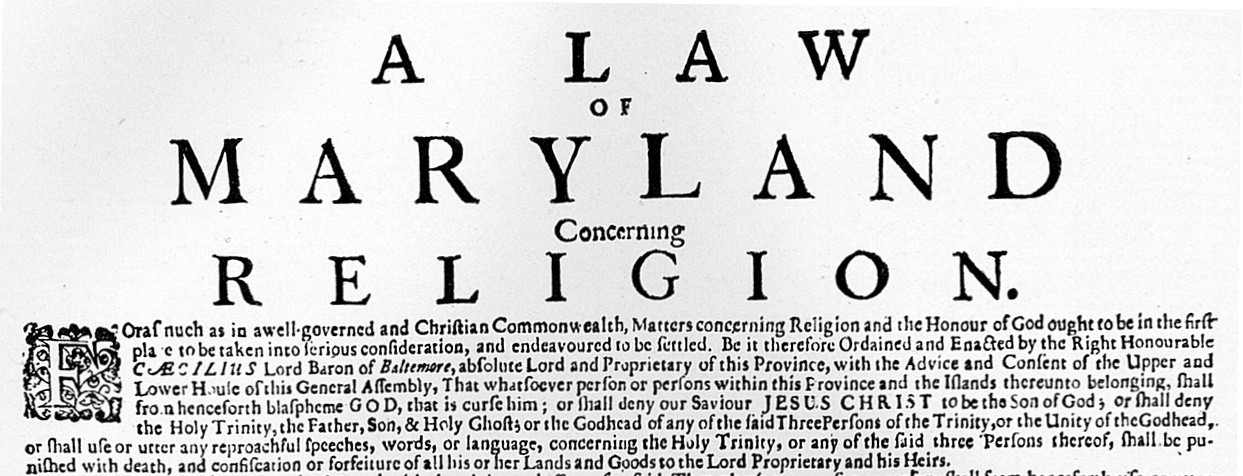
メリーランド信教寛容法、1649年に成立した

1649年、メリーランドはメリーランド信教寛容法、別名「宗教に関する法」を成立させ、トリニタリアン・キリスト教徒（「三位一体」父なる神と息子、聖霊を信仰告白し、非三位一体説を排除する）のみに宗教的寛容を義務付けることにした。1649年9月21日にメリーランド植民地議会によって成立され、イギリス領北アメリカの植民地では初の宗教的寛容を制度化した法となった。カルバート家はイングランド国教会を受け入れなかったカトリック教徒と非国教との開拓者を守る法の成立を求めた。

## ニューファンドランドのボルティモア家植民地
カルバート家はニューファンドランド島のフェリーランドとアバロン植民地の支配権も持っていた。父のジョージ・カルバートが1629年から1632年までこの植民地を管理し、その後バージニア植民地に行き、さらに後にチェサピーク湾の北側を訪れた。そこは後にメリーランドに含まれることになった。しかし1637年、デイビッド・カーク卿が第2代ボルティモア男爵セシルにニューファンドランド島全体を与える憲章を取得したので、父に与えられた憲章を越えることとなった。カルバートは1661年に古いアバロン憲章を公式に認知されることになったが、アバロン植民地を再度支配しようとすることはなかった。

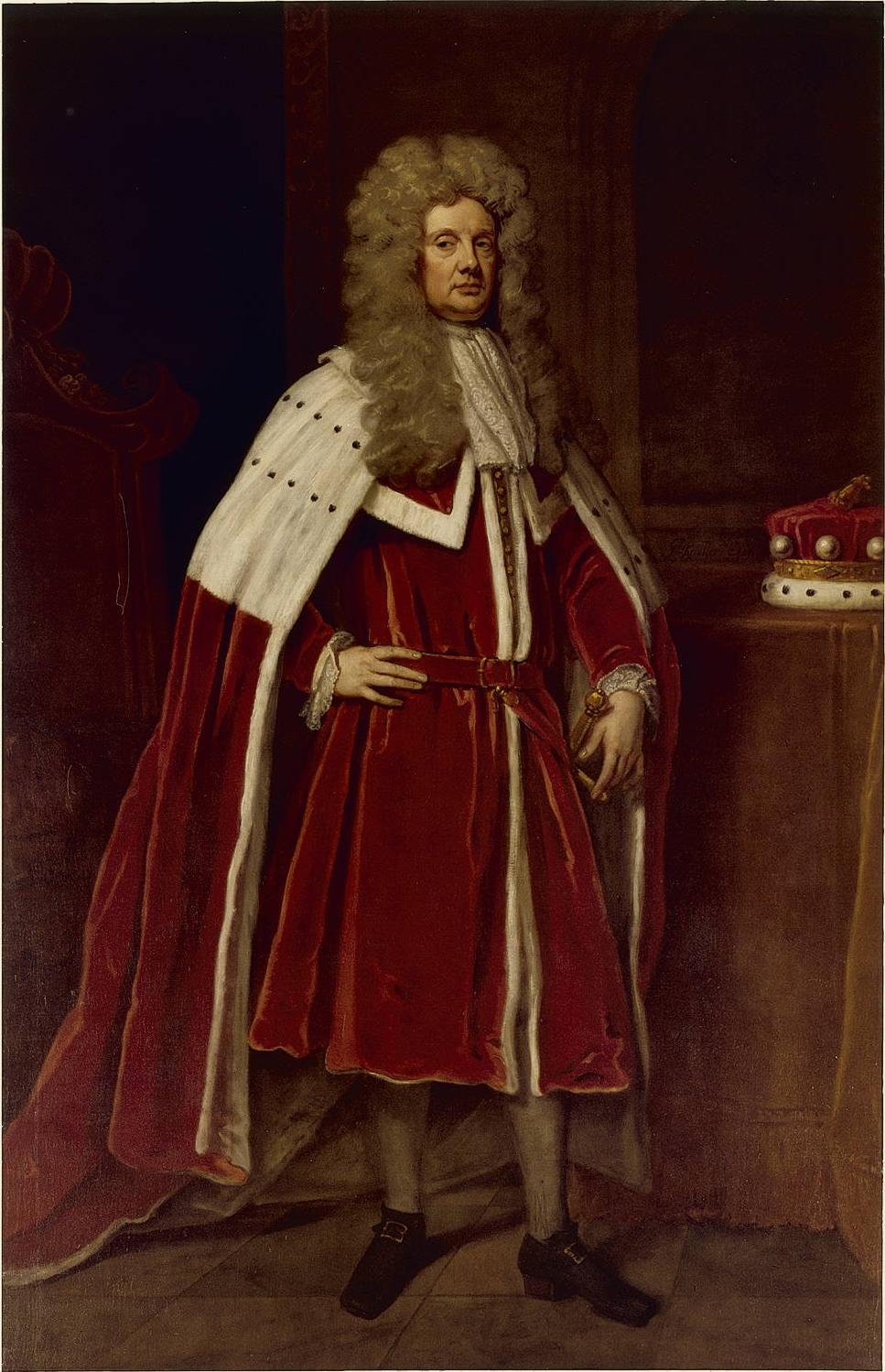
セシル・カルバートの息子で後継者、チャールズ・カルバート (第3代ボルティモア男爵)

## 結婚と家族
カルバートは1627年または1628年に、初代アランデル・オブ・ウォードア男爵トマス・アランデルの娘、アン・アランデルと結婚した。この夫妻の間に生まれた9人の子供のうち、3人のみが成人した。その中には第3代ボルティモア男爵となったチャールズがいた。後にメリーランド州に最初期の郡の1つとしてアナランデル郡を設立したときに、妻の名前が付けられた。
セシル・カルバートは1675年11月30日にイングランドのミドルセックスで死んだ。息子で相続人の第3代ボルティモア男爵となったチャールズがその後を継いだ。

## 遺産と栄誉

### メリーランド

1904年、この紋章が公式のメリーランド州旗に採用された。イングランドの紋章を州旗に採用したアメリカ合衆国唯一の州となった

多くの地名がボルティモア男爵の栄誉を称えて名付けられた。例えば、ボルチモア郡、カルバート郡、セシル郡、チャールズ郡、フレデリック郡である（フレデリックは第6代ボルティモア男爵の名前である）。
カルバート家とボルティモア卿の名前をつけた都市など地名には以下のものがある。
- ボルチモア市
- レナードタウン
- セントレナード
- カルバート・クリフス
- アナランデル郡[25]

通りの名
- セシル・アベニュー
- カルバート通り
- チャールズ通り（ボルチモア市、メリーランド州道139号線）
- カルバート通り（南ボルチモアのブルックリン地区）
- カルバート通り（ワシントンD.C.）
- ボルチモア通り（カンバーランド (メリーランド州)）
- ボルチモア通り（ラプレイタ (メリーランド州)）
- ボルチモア・アナポリス大通り（メリーランド州道648号線）
- ボルチモア・ワシントン・パークウェイ

1908年に建造されたセシル・カルバートの彫像はボルチモア市巡回裁判所西玄関の階段に立ち、セントポール通りと噴水のある小さなコート・プラザに面している。巡回裁判所は1896年から1900年に建設され、1980年代にクラレンス・M・ミッチェル・ジュに裁判所と改名された。毎年3月25日に開催されるメリーランド・デイの場所であり、その内部と精巧なロビー、儀礼用法廷で行われる。
ハーフォード郡は、第6代ボルティモア男爵フレデリック・カルバートの非嫡出子、ヘンリー・ハーフォード（1758年-1835年）にちなんで名付けられた。その生まれから男爵位の継承者からは外されていたが、メリーランド領主の権利は継承した。アメリカ独立戦争の間に領主権は喪失した。
メリーランド州旗は第2代ボルティモア男爵の紋章を使い、カルバート（父系）の黒と金のパリー（6本の縦じま）が右下がりに交差し、クロスランド（母系）の赤と白のボトニー（葉飾り）が対角線に配置されている。この旗が最初に使われたのは1880年だった。ボルチモアの町設立（1729年-1730年）から150周年を祝うパレードで、新たに再編されたメリーランド州軍が使った。1888年10月25日、ポトマック軍および南軍のメリーランド連隊に捧げる記念碑をゲティスバーグ戦場跡で除幕する際にもこの旗が使われた。南北戦争のとき、北軍のメリーランド部隊と兵は、黒と金の山形紋を制服や旗に用いた。南軍のメリーランド部隊はクロスランドからボタン・クロスを用いた。19世紀後半から20世紀前半にメリーランド州旗を使用する頻度が増したときに、植民地の紋章と領主一家の紋章の2つの四角を再度統合し、この境界州を苦しくも分けた南北両軍の戦後の和解を象徴するものとした。1904年、現在の州旗が公式に採用された。
メリーランド州章は1645年に盗まれ、セシル・カルバートによって似たもので置き換えられた。この印章はカルバート家の紋章とモットーが描かれ、現メリーランド州政府が使用している。

### ニューファンドランド
- ニューファンドランド島のアバロン半島に、カルバートという村がある
- フェリーランド近くにはボルティモア学校がある

## 紋章

Tボルティモア男爵の家紋、第2代男爵に採用された

黒と金の四つ切りはカルバート家そのものの紋章である。赤と銀はクロスランド家であり、初代男爵の母、アリスの家だった。
盾
- 四つ切、第1と第4の区画は6本のオールとサーベルが斜めに交差する（カルバート家）
- 第2と第3の区画は銀白と赤で十字の葉飾りを交差する（クロスランド家）

クレスト  公爵の宝冠から2本のペナントが翻る。右にオール、左にサーベル
盾持ち  2匹のヒョウが体は横向きで顔は正面を向いた姿勢で支える
モットー（イタリア語） Fatti maschii, parole femine（男らしい行動、女らしい言葉）